# Санкт Аугустин
Санкт Аугустин (њем. Sankt Augustin) град је у њемачкој савезној држави Северна Рајна-Вестфалија. Једно је од 19 општинских средишта округа Рајн-Зиг. Према процјени из 2010. у граду је живјело 55.624 становника. Посједује регионалну шифру (AGS) 5382056, NUTS (DEA2C) и LOCODE (DE SKA) код.

## Географски и демографски подаци
Санкт Аугустин се налази у савезној држави Северна Рајна-Вестфалија у округу Рајн-Зиг. Град се налази на надморској висини од 65 метара. Површина општине износи 34,2 km². У самом граду је, према процјени из 2010. године, живјело 55.624 становника. Просјечна густина становништва износи 1.625 становника/km².

## Међународна сарадња
| Мјесто         | Држава               | Врста сарадње | Од    |
| -------------- | -------------------- | ------------- | ----- |
| Мевасерет Цион | Израел               | партнерство   | 2001. |
| Сентеш         | Мађарска             | партнерство   | 2005. |
| Грантам        | Уједињено Краљевство | партнерство   | 1981. |
| Извор          |                      |               |       |